# Fußball-Europameisterschaft der Frauen 1989/Finalrunde
Resultate der Finalrunde der Fußball-Europameisterschaft der Frauen 1989:

## Halbfinale

### BR Deutschland – Italien 1:1 n. V. (1:1, 0:0), 4:3 i. E.
| BR Deutschland                            | BR Deutschland | Italien | Italien |
| ----------------------------------------- | --- | --- | ------- |
| BR Deutschland                            | \| 28. Juni 1989 in Siegen (Leimbachstadion) \| \| Zuschauer: 8.000 \| \| Schiedsrichter: Brian Hill ( England) \| \| Spielbericht \| \| Spielbericht 2 \|                                                                           | \| 28. Juni 1989 in Siegen (Leimbachstadion) \| \| Zuschauer: 8.000 \| \| Schiedsrichter: Brian Hill ( England) \| \| Spielbericht \| \| Spielbericht 2 \| | Italien |
| BR Deutschland                            | Marion Isbert – Frauke Kuhlmann, Doris Fitschen, Sissy Raith, Petra Landers, Jutta Nardenbach, Ursula Lohn (56. Roswitha Bindl), Martina Voss, Petra Damm, Silvia Neid (100. Angelika Fehrmann), Heidi Mohr Cheftrainer: Gero Bisanz | Roberta Russo – Paola Bonato, Emma Iozzelli, Elisabetta Saldi, Feriana Ferraguzzi, Antonella Carta, Anna Mega (69. Elisabetta Bavagnoli, 100. Federica D’Astolfo), Maria Mariotti, Adele Marsiletti, Carolina Morace, Elisabetta Vignotto Cheftrainer: Sergio Guenza | Italien |
| BR Deutschland                            | 1:0 Silvia Neid (57.) | 1:1 Elisabetta Vignotto (72.) | Italien |
| BR Deutschland                            | Elfmeterschießen | | Italien |
| BR Deutschland                            | Martina Voss vergibt 1:1 Frauke Kuhlmann 2:1 Roswitha Bindl 3:2 Doris Fitschen Angelika Fehrmann vergibt Petra Landers vergibt 4:3 Marion Isbert                                                                                     | 0:1 Feriana Ferraguzzi Antonella Carta vergibt 2:2 Carolina Morace Elisabetta Vignotto vergibt 3:3 Federica D’Astolfo Emma Iozzelli vergibt Adele Marsiletti vergibt                                                                                                 | Italien |
| 28. Juni 1989 in Siegen (Leimbachstadion) | | |         |
| Zuschauer: 8.000                          | | |         |
| Schiedsrichter: Brian Hill ( England)     | | |         |
| Spielbericht                              | | |         |
| Spielbericht 2                            | | |         |

### Schweden – Norwegen 1:2 (0:1)
| Schweden                                          | Schweden | Norwegen | Norwegen |
| ------------------------------------------------- | --- | --- | -------- |
| Schweden                                          | \| 28. Juni 1989 in Lüdenscheid (Stadion Nattenberg) \| \| Zuschauer: 2.500 \| \| Schiedsrichter: Cornelius Bakker ( Niederlande) \| \| Spielbericht \| \| Spielbericht 2 \|                                                                         | \| 28. Juni 1989 in Lüdenscheid (Stadion Nattenberg) \| \| Zuschauer: 2.500 \| \| Schiedsrichter: Cornelius Bakker ( Niederlande) \| \| Spielbericht \| \| Spielbericht 2 \|                                                                     | Norwegen |
| Schweden                                          | Elisabeth Leidinge – Camilla Fors, Marie Karlsson, Anette Hansson, Eva Zeikfalvy (41. Pia Syrén), Åsa Persson (53. Eleonor Hultin), Ingrid Johansson , Helene Johansson, Pia Sundhage, Lena Videkull, Anneli Andelén Cheftrainerin: Gunilla Paijkull | Hege Ludvigsen – Cathrine Zaborowski (75. Agnete Carlsen), Liv Strædet, Trine Stenberg, Gunn Nyborg, Toril Hoch-Nielsen (85. Turid Storhaug), Tone Haugen, Heidi Støre , Sissel Grude, Linda Medalen, Birthe Hegstad Cheftrainer: Erling Hokstad | Norwegen |
| Schweden                                          | 1:2 Lena Videkull (54.) | 0:1 Linda Medalen (1.) 0:2 Sissel Grude (52.) | Norwegen |
| 28. Juni 1989 in Lüdenscheid (Stadion Nattenberg) | | |          |
| Zuschauer: 2.500                                  | | |          |
| Schiedsrichter: Cornelius Bakker ( Niederlande)   | | |          |
| Spielbericht                                      | | |          |
| Spielbericht 2                                    | | |          |

## Spiel um Platz 3

### Schweden – Italien 2:1 n. V. (1:1, 0:1)
| Schweden                                       | Schweden | Italien | Italien |
| ---------------------------------------------- | --- | --- | ------- |
| Schweden                                       | \| 30. Juni 1989 in Osnabrück (Bremer Brücke) \| \| Zuschauer: 2.500 \| \| Schiedsrichter: Ivan Gregr ( Tschechoslowakei) \| \| Spielbericht \| \| Spielbericht 2 \|                                                                                        | \| 30. Juni 1989 in Osnabrück (Bremer Brücke) \| \| Zuschauer: 2.500 \| \| Schiedsrichter: Ivan Gregr ( Tschechoslowakei) \| \| Spielbericht \| \| Spielbericht 2 \|                                                                        | Italien |
| Schweden                                       | Elisabeth Leidinge – Camilla Fors (84. Lena Videkull), Marie Karlsson, Anette Hansson, Ingrid Johansson , Helene Johansson, Pia Sundhage, Eleonor Hultin (86. Anneli Andelén), Malin Swedberg, Camilla Andersson, Pia Syrén Cheftrainerin: Gunilla Paijkull | Roberta Russo – Paola Bonati, Adele Marsiletti, Maria Mariotti, Elisabetta Saldi, Anna Mega, Elisabetta Bavagnoli, Carolina Morace , Feriana Ferraguzzi, Antonella Carta (52. Federica D’Astolfo), Emma Iozzelli Cheftrainer: Sergio Guenza | Italien |
| Schweden                                       | 1:1 Pia Sundhage (43.) 2:1 Helene Johansson (94.) | 0:1 Feriana Ferraguzzi (28.) | Italien |
| 30. Juni 1989 in Osnabrück (Bremer Brücke)     | | |         |
| Zuschauer: 2.500                               | | |         |
| Schiedsrichter: Ivan Gregr ( Tschechoslowakei) | | |         |
| Spielbericht                                   | | |         |
| Spielbericht 2                                 | | |         |

## Finale

### BR Deutschland – Norwegen 4:1 (2:0)
| BR Deutschland                                   | BR Deutschland | Norwegen | Norwegen |
| ------------------------------------------------ | --- | --- | -------- |
| BR Deutschland                                   | \| 2. Juli 1989 in Osnabrück (Bremer Brücke) \| \| Zuschauer: 22.000 (ausverkauft) \| \| Schiedsrichter: Carlos Silva Valente ( Portugal) \| \| Spielbericht \|                                                                           | \| 2. Juli 1989 in Osnabrück (Bremer Brücke) \| \| Zuschauer: 22.000 (ausverkauft) \| \| Schiedsrichter: Carlos Silva Valente ( Portugal) \| \| Spielbericht \|                                                                                  | Norwegen |
| BR Deutschland                                   | Marion Isbert – Frauke Kuhlmann – Jutta Nardenbach, Sissy Raith – Andrea Haberlaß (27. Roswitha Bindl), Doris Fitschen (62. Angelika Fehrmann), Silvia Neid , Petra Damm – Martina Voss, Heidi Mohr, Ursula Lohn Cheftrainer: Gero Bisanz | Hege Ludvigsen – Agnete Carlsen, Liv Strædet, Cathrine Zaborowski, Gunn Nyborg, Toril Hoch-Nielsen (41. Turid Storhaug), Tone Haugen, Heidi Støre , Linda Medalen, Sissel Grude, Birthe Hegstad (67. Trude Haugland) Cheftrainer: Erling Hokstad | Norwegen |
| BR Deutschland                                   | 1:0 Ursula Lohn (22.) 2:0 Ursula Lohn (36.) 3:0 Heidi Mohr (45.) 4:1 Angelika Fehrmann (73.) | 3:1 Sissel Grude (54.) | Norwegen |
| 2. Juli 1989 in Osnabrück (Bremer Brücke)        | | |          |
| Zuschauer: 22.000 (ausverkauft)                  | | |          |
| Schiedsrichter: Carlos Silva Valente ( Portugal) | | |          |
| Spielbericht                                     | | |          |